# Membras
Membras es un género de peces marinos de la familia aterinópsidos. Las especies de este género se distribuyen por mares casi toda la costa oeste del océano Atlántico así como por el mar Caribe.

## Especies
Se reconocen las siguientes seis especies:
- Membras analis (Schultz, 1948) - tinícalo lagunar
- Membras argentea (Schultz, 1948) - tinícalo plateado
- Membras dissimilis (Carvalho, 1956)
- Membras gilberti  (Jordan y Bollman, 1890) - pejerrey landia
- Membras martinica (Valenciennes, 1835) - pejerrey rasposo
- Membras vagrans (Goode y Bean, 1879)